# Sonnengruß

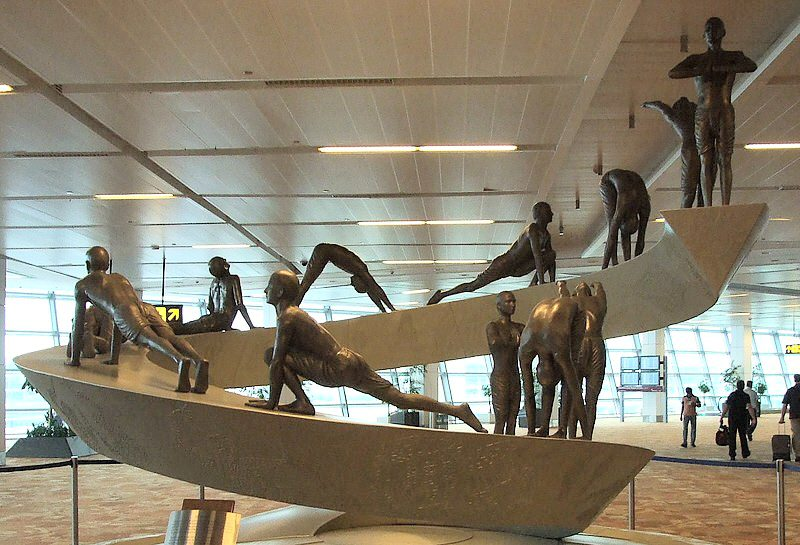
Skulptur der zwölf Schritte einer Variante des Sonnengrußes auf dem Indira Gandhi International Airport

Der Sonnengruß (Sanskrit, सूर्य नमस्कार, Sūrya Namaskāra, wörtl.: Ehre sei dir, Sonne), auch „Sonnengebet“ oder „Gruß an die Sonne“ genannt, ist eine Abfolge von (normalerweise) zwölf Yogahaltungen (Asanas), die dynamisch, d. h. im Atemrhythmus ineinander übergehend, geübt werden.
Der Sonnengruß eignet sich gut zum Aufwärmen am Beginn einer Yogastunde bzw. als Aktivierungsübung am Morgen (der aufgehenden Sonne zugewandt). Die Übungsreihe wirkt belebend auf Körper, Geist und Seele. Die Gelenke werden mobilisiert, Muskeln und Bänder gedehnt sowie das Herz-Kreislauf-System trainiert.
Der Sonnengruß soll die Ehrfurcht vor der Sonne und der Gottheit, tiefe Demut und Dankbarkeit diesen gegenüber zum Ausdruck bringen, was sich auch in den Haltungen (gefaltete Hände, Verbeugungen) zeigt.
Populär wurde der vermutlich im 19. Jahrhundert entstandene Sonnengruß in den 1920er Jahren durch Bāḷā Sāhiba Panta Pratinidhi, den damaligen Raja von Aundh, der diese Übung als verpflichtenden Bestandteil des Sportunterrichts einführte und ein entsprechendes Anleitungsbuch veröffentlichte, das auch im Westen verbreitet war.
Als eine Variante existiert der sogenannte kleine Sonnengruß, der etwas leichter auszuführen ist. Auch vom kleinen Sonnengruß gibt es mehrere Ausführungsformen.